# Питруццелла, Джованни
Джованни Питруццелла (итал. Giovanni Pitruzzella; род. 15 июля 1959, Палермо) — судья Конституционного суда Италии.

## Биография
Родился в 1959 году в Палермо. В 1982 году окончил юридический факультет университета Палермо.
С 1983 по 1986 год преподавал конституционное право в данном университете. С 1986 по 1997 год преподавал публичное право в университете Кальяри.
С 1993 по 1996 год являлся юридическим советником правительства Италии. С 1998 по 2002 год являлся юридическим советником президента комиссии по получению специального статуса региона Сицилии.
С 2006 года являлся членом, с 2009 по 2011 год президентом Комиссии по осуществлению права на забастовки в государственном секторе Италии.
Работал юристом.
С 2008 по 2011 год являлся юридическим советником Министерства здравоохранения Италии.
Глава Агентства регулирования конкуренции и рынка Италии (29 ноября 2011 — 2018).
Генеральный адвокат Европейского суда Европейского союза (8 октября 2018 — 14 ноября 2023).
С апреля 2013 года являлся членом комиссии по институциональным, экономическим и социальным реформам Италии. С июня 2013 года являлся членом комиссии по конституционным реформам.
С 2014 по 2017 год преподавал конституционное право и регулирование конкуренции в Свободном международном университете социальных исследований Гвидо Карли. Преподавал в Люксембургском университете.
Является членом научного комитета и редакционной коллегии нескольких научных журналов.
Автор публикаций на тему публичного, конституционного, административного права, конкуренции, права ЕС.
Является автором 6 монографий, учебника по конституционному праву.
Судья Конституционного суда Италии (с 6 ноября 2023).